# Antigo Paço Episcopal de Angra do Heroísmo

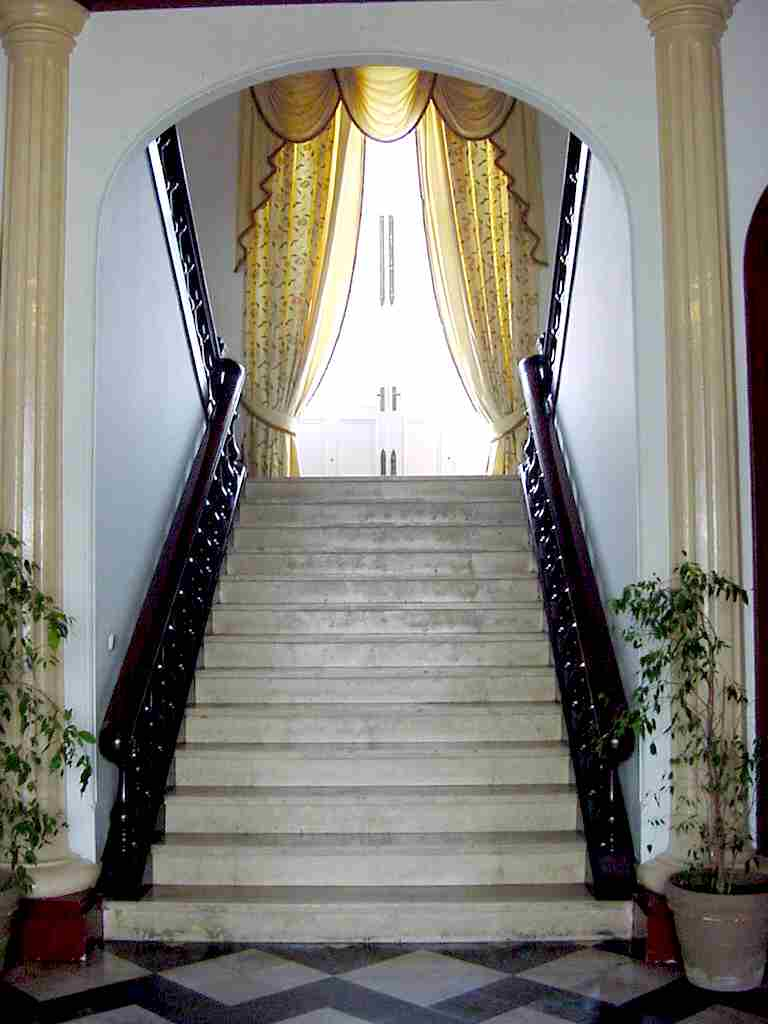
Paço Episcopal de Angra do Heroísmo: acesso ao 2º andar.

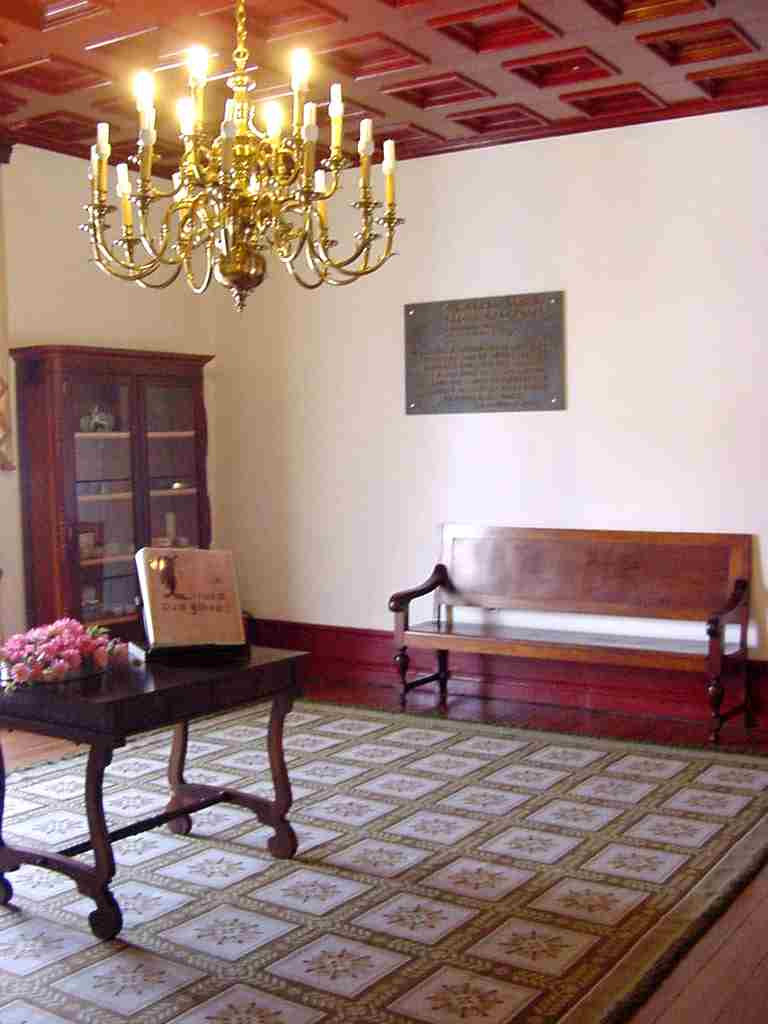
Paço Episcopal de Angra do Heroísmo: 2º andar.

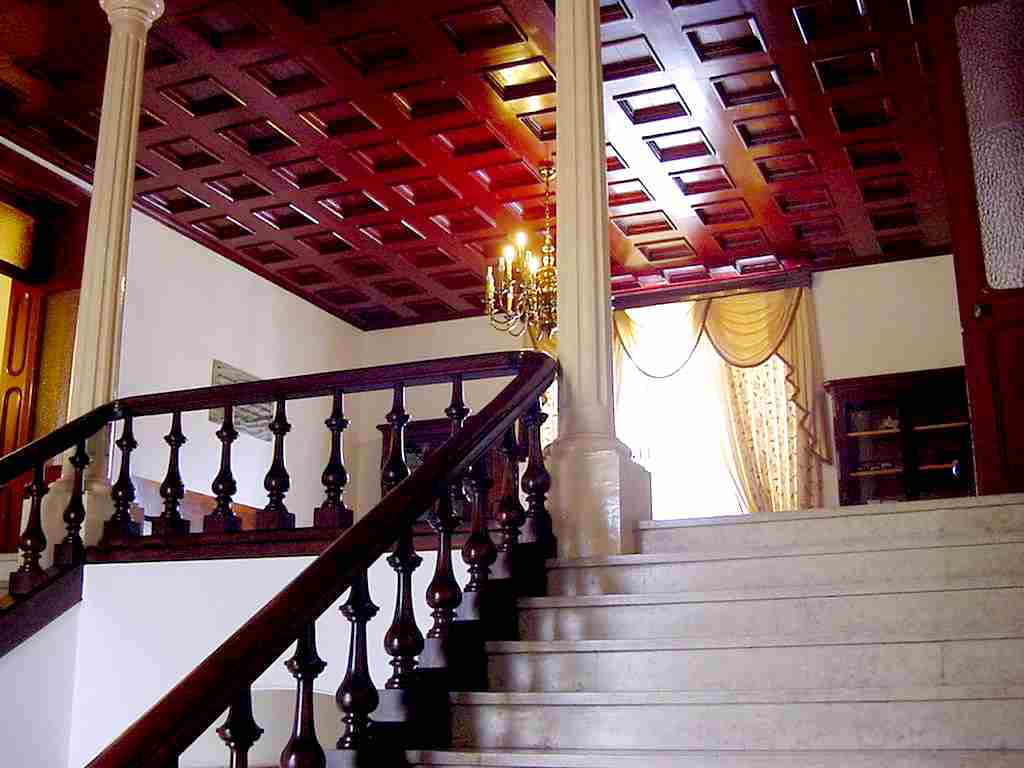
Paço Episcopal de Angra do Heroísmo: final da escadaria de acesso ao 2º andar.

O antigo Paço Episcopal de Angra do Heroísmo, também referido como Palácio da Junta Geral do Distrito Autónomo de Angra do Heroísmo, localiza-se na freguesia da Sé, no centro histórico da cidade e município de Angra do Heroísmo, na Ilha Terceira, nos Açores.
Atualmente é ocupado pela Direcção Regional da Educação e Cultura.

## História
Trata-se de um paço cuja primitiva edificação remonta a 1544, cedido por João III de Portugal "para todo o sempre" para uso e serviço dos Bispos de Angra do Heroísmo. O conjunto edificado é constituído por casas, cozinhas, quintal e pombal.
Ao longo dos séculos, o conjunto sofreu profundas alterações de tal modo que, da primitiva edificação chegaram-nos apenas algumas paredes. A proximidade com a Sé Catedral dos Açores e a localização na zona da Carreira dos Cavalos, assim denominada por ali, anualmente, se fazerem festas com estes animais, colocava este paço numa zona estratégica da cidade.
Deixando de pertencer à diocese de Angra o imóvel foi ocupado pela Junta Geral do Distrito Autónomo de Angra do Heroísmo. Atualmente é ocupado pela Direcção Regional da Educação e Cultura.